# Дюпонт (Огайо)
Дюпонт (англ. Dupont) — селище (англ. village) в США, в окрузі Патнем штату Огайо. Населення — 212 особи (2020).

## Географія
Дюпонт розташований за координатами 41°3′18″ пн. ш. 84°18′3″ зх. д. / 41.05500° пн. ш. 84.30083° зх. д. (41.054914, -84.300793).  За даними Бюро перепису населення США в 2010 році селище мало площу 2,41 км², з яких 2,40 км² — суходіл та 0,01 км² — водойми.

## Демографія
Згідно з переписом 2010 року, у селищі мешкало 318 осіб у 134 домогосподарствах у складі 86 родин. Густота населення становила 132 особи/км².  Було 141 помешкання (58/км²).
Расовий склад населення:
| - 99,4 % — білих - 0,6 % — корінних американців |

До двох чи більше рас належало 0,0 %. Частка іспаномовних становила 0,9 % від усіх жителів.
За віковим діапазоном населення розподілялося таким чином: 18,6 % — особи молодші 18 років, 71,7 % — особи у віці 18—64 років, 9,7 % — особи у віці 65 років та старші. Медіана віку мешканця становила 39,6 року. На 100 осіб жіночої статі у селищі припадало 107,8 чоловіків;  на 100 жінок у віці від 18 років та старших — 103,9 чоловіків також старших 18 років.
Середній дохід на одне домашнє господарство  становив 41 946 доларів США (медіана — 38 750), а середній дохід на одну сім'ю — 51 113 долари (медіана — 48 250). Медіана доходів становила 41 875 доларів для чоловіків та 40 625 доларів для жінок. За межею бідності перебувало 17,1 % осіб, у тому числі 18,3 % дітей у віці до 18 років та 4,5 % осіб у віці 65 років та старших.
Цивільне працевлаштоване населення становило 108 осіб. Основні галузі зайнятості: виробництво — 36,1 %, освіта, охорона здоров'я та соціальна допомога — 22,2 %, роздрібна торгівля — 13,0 %, мистецтво, розваги та відпочинок — 13,0 %.